# 666 (album Billy Talent)
666 Live – drugi album koncertowy kanadyjskiej grupy rockowej Billy Talent, składa się z DVD i CD. Wydany 27 listopada 2007. Na DVD znalazły się nagrania pochodzące z występów w Londynie, Düsseldorfie i na festiwalu Rock am Ring (Niemcy), zawartość płyty CD jest zapisem całego koncertu w Düsseldorfie.

## Lista utworów

### Wersja podstawowa
Live DVD
Koncert w Brixton Academy, w Londynie
1. „This Is How It Goes”
2. „Devil In A Midnight Mass”
3. „This Suffering”
4. „Standing In The Rain”
5. „Navy Song”
6. „Worker Bees”

Koncert w Phillipshalle, w Düsseldorfie
1. „Line & Sinker”
2. „The Ex”
3. „Surrender”
4. „Prisoners Of Today”
5. „River Below”
6. „Red Flag”

Koncert na Rock am Ring Festival w Norymberdze
1. „Perfect World”
2. „Sympathy”
3. „Try Honesty "
4. „Nothing To Lose”
5. „Fallen Leaves”
6. „Red Flag”

CD
Na żywo w Phillipshalle, w Düsseldorfie
1. „This Is How It Goes”
2. „Devil In A Midnight Mass”
3. „This Suffering”
4. „Line & Sinker”
5. „Standing In The Rain”
6. „The Navy Song”
7. „Worker Bees”
8. „The Ex”
9. „Surrender”
10. „Prisoners Of Today”
11. „River Below”
12. „Perfect World”
13. „Sympathy”
14. „Try Honesty”
15. „Nothing To Lose”
16. „Fallen Leaves”
17. „Red Flag”

### Wersja Deluxe
Brixton DVD
1. „This Is How It Goes”
2. „Devil In A Midnight Mass”
3. „This Suffering”
4. „Line & Sinker”
5. „Standing In The Rain”
6. „The Navy Song”
7. „Worker Bees”
8. „The Ex”
9. „Prisoners of Today”
10. „Fallen Leaves”
11. „Perfect World”
12. „Sympathy”
13. „Try Honesty”
14. „Nothing To Lose”
15. „River Below”
16. „Red Flag”

Dusseldorf DVD
1. „This Is How It Goes”
2. „Devil In A Midnight Mass”
3. „This Suffering”
4. „Line & Sinker”
5. „Standing In The Rain”
6. „The Navy Song”
7. „Worker Bees”
8. „The Ex”
9. „Surrender”
10. „Prisoners Of Today”
11. „River Below”
12. „Perfect World”
13. „Sympathy”
14. „Try Honesty”
15. „Nothing To Lose”
16. „Fallen Leaves”
17. „Red Flag”

Live CD
Na żywo w Phillipshalle, w Düsseldorfie
1. „This Is How It Goes”
2. „Devil In A Midnight Mass”
3. „This Suffering”
4. „Line & Sinker”
5. „Standing In The Rain”
6. „The Navy Song”
7. „Worker Bees”
8. „The Ex”
9. „Surrender”
10. „Prisoners Of Today”
11. „River Below”
12. „Perfect World”
13. „Sympathy”
14. „Try Honesty”
15. „Nothing To Lose”
16. „Fallen Leaves”
17. „Red Flag”